# Iorosso
Iorosso é uma cidade e comuna rural da circunscrição de Iorosso, na região de Sicasso ao sul do Mali. Segundo censo de 1998, havia 13 799 residentes, enquanto segundo o de 2009, havia 22 063. A comuna inclui 1 cidade e 16 vilas.